# Лахарам
Лахарам (малаял. ലകാരം) — ла, 41-я буква алфавита малаялам, обозначает латеральный альвеолярный аппроксимант. Лахарам с чандрахалой (вирамом) приобретает особое написание — ൽ. Акшара-санкхья — 3 (три).
Лигатуры: ല്‌ത (новое написание),  (устаревшее написание).
- ല്ല (лла)

- Лахарам чандракала
- Подписная лахарам (лаватту)